# Lecudina mammilata
Lecudina mammilata is een soort in de taxonomische indeling van de Myzozoa, een stam van microscopische parasitaire dieren. Het organisme komt uit het geslacht Lecudina en behoort tot de familie Lecudinidae. Lecudina mammilata werd in 1944 ontdekt door Tugawa H Hoshide.